# Danseuse au voiles
Danseuse au voiles (Danseres met sluiers) is een tekening van de Franse kunstenaar Auguste Rodin, ingekleurd met waterverf, gemaakt rond het jaar 1900. De tekening beeldt het Bijbelse personage Salomé af tijdens haar ‘dans met de zeven sluiers’. Het werk bevindt zich thans in de collectie van het Musée Rodin te Parijs.

## Context
Rodin maakte naam als de grootste beeldhouwer van het impressionisme, maar veel minder bekend is dat hij ook talloze schetsen en tekeningen maakte van een hoog artistiek niveau, vaak als studies voor zijn beeldhouwwerken. Het Musée Rodin herbergt meer dan 7000 tekeningen van zijn hand, vaak ook in krijt of houtskool. Als jongeling volgde hij ook een tekenopleiding.
Waar Rodin als beeldhouwer overwegend werkte met mannelijke modellen, tekende hij met name op latere leeftijd vooral vrouwen, veel erotische naakten, maar vaak ook danseressen. Het ballet was een populair thema in het Frankrijk van de late negentiende eeuw en inspireerde eerder al kunstschilders als Edgar Degas en Pierre Carrier-Belleuse. De expressie van de dans bleek zich uitstekend te lenen om te worden overgebracht in beelden, op doek of papier. Die ervaren expressiviteit werd nog vergroot toen Isadora Duncan aan het einde van de negentiende eeuw de moderne dans introduceerde, waarbij de tutu werd vervangen door lossen, doorzichtige gewaden. Deze danskleding was vooral geliefd in rollen van Oosterse figuren.

#### Salomé
Rodin beeldt in Danseuse au voiles de Bijbelse figuur Salomé af, de stiefdochter van de joodse viervorst Herodes Antipas. Beide zijn bekend door hun betrokkenheid bij de dood van Johannes de Doper, voorloper van Jezus Christus en 'uitvinder' van de doop. Johannes had het lef het huwelijk van Herodes met Herodias, de voormalige vrouw van diens broer, in het openbaar te veroordelen. Het was tegen de voorschriften en bovendien zou Herodias haar man hebben verlaten omdat ze liever vrouw van een vorst wilde worden. Herodes liet Johannes vervolgens gevangen zetten en Mattheus vertelt in het Nieuwe Testament hoe dat uiteindelijk afliep:
'Maar toen de dag der geboorte van Herodes werd gehouden, danste de dochter van Herodias in het midden van hen en zij behaagde hem. Waarop hij haar met ede beloofde te schenken wat zij ook zou eisen. En zij, tevoren onderricht zijnde door haar moeder, zeide: geef mij hier in een schotel het hoofd van Johannes de Doper. En de koning werd bedroefd, doch om de eed en degenen die met hem aanzaten, gebood hij dat het haar zou worden gegeven. En zond heen, en men onthoofdde Johannes in de kerker'.

#### Oscar Wilde
In de jaren 1890 had de in het Frans geschreven eenakter Salomé (1893) van Oscar Wilde groot succes in Parijs, met Sarah Bernhardt in de hoofdrol. Wilde geeft een heel eigen interpretatie van het Bijbelse verhaal van Salomé en Johannes de Doper. Waar het bij Mattheus en ook Marcus Herodias is die aandringt op de onthoofding, heeft Salomé in Wildes versie een relatie met Johannes. Salomé wordt echter ook begeerd door haar stiefvader Herodes. Diens gevoelens leiden tot de bekende 'dans van de zeven sluiers' door Salomé, waarna hij tegemoetkomt aan haar vanuit sadisme ingegeven wens.
Isadora Duncan maakte aan het einde van de negentiende eeuw naam met haar uitvoering van de ‘dans dvan de er zeven sluiers’. In 1900 was ze in Parijs en inspireerde er Rodin, die haar zelfs geprobeerd zou hebben te verleiden. Rond deze periode moet hij ook zijn Danseuse au voiles getekend hebben, hoewel het niet vaststaat dat de afgebeelde figuur ook Duncan zelf is. De houding wijst er wel op dat het in elk geval een professionele danseres betreft.

## Afbeelding
Rodins Danseuse au voiles toont diens meesterschap als tekenaar ten voeten uit. De snel uit de losse pols gezette strepen benadrukken de suggestie van beweging, die verbonden is met de dans. De additioneel aangebrachte geelgroene pastelkleuren accentueren de vluchtigheid van de dans en tegelijkertijd de eenvoud. Een belangrijke kracht gaat uit van de afgewogen compositie, die associaties oproept met zijn beeldhouwwerken. De uitgestrekte houding van de armen en benen en het hoofd vormen een perfect evenwicht met de weids wapperende sluier. Het geheel drukt een groot gevoel van tederheid uit, iets dromerigs, maar ook iets eenzaams. 
Danseuse au voiles staat bekend als een van Rodins beste tekeningen, met nog enkele gelijkaardige werken van danseressen. Rainer Maria Rilke, een tijdlang Rodins privé-secretaris, zag in de houding van de danseres 'een oeroud heilig gebaar waarin de godin in een vage, gruwelijke kilheid lijkt verzonken'. Dat brengt de interpretatie weer terug bij het thema Salomé.